# Heavy ConstruKction
Albums de King Crimson
The Beginners' Guide to the King Crimson Collectors' Club
(2000) Vrooom Vrooom
(2001)
Heavy ConstruKction est un triple album live de King Crimson sorti et enregistré en 2000, durant la tournée de promotion de l'album the ConstruKction of Light.

## Titres
Toutes les chansons sont d'Adrian Belew, Robert Fripp, Trey Gunn et Pat Mastelotto, sauf indication contraire.

### Disque 1
1. Into the Frying Pan – 6:20
2. the construKction of light – 8:29
3. ProzaKc Blues – 5:25
4. München – 8:35
5. One Time (Belew, Bruford, Fripp, Gunn, Levin, Mastelotto) – 5:44
6. Dinosaur (Belew, Bruford, Fripp, Gun, Levin, Mastelotto) – 5:24
7. VROOOM (Belew, Bruford, Fripp, Gun, Levin, Mastelotto) – 4:44
8. FraKctured – 8:46
9. The World's My Oyster Soup Kitchen Floor Wax Museum – 7:38
10. Bonn – 9:22

### Disque 2
1. Sex Sleep Eat Drink Dream – 4:30
2. Offenbach – 6:30
3. Cage (Belew, Bruford, Fripp, Gun, Levin, Mastelotto) – 3:54
4. Larks' Tongues in Aspic (Part IV) – 12:51
5. Three of a Perfect Pair (Belew, Bruford, Fripp, Levin) – 3:42
6. The Deception of the Thrush (Belew, Fripp, Gunn) – 8:26
7. "Heroes" (Bowie, Eno) – 6:11

### Disque 3
1. Sapir – 5:40
2. Blastic Rhino – 4:11
3. Lights Please (Part I) – 0:58
4. ccccSeizurecc – 6:02
5. Off and Back – 4:11
6. More (and Less) – 3:14
7. Beautiful Rainbow – 6:59
8. 7 Teas – 4:07
9. Tomorrow Never Knew Thela (Belew, Fripp, Gunn, Mastelotto + Lennon/McCartney pour Tomorrow Never Knows) – 4:49
10. Uböö – 7:59
11. The Deception of the Thrush (Belew, Fripp, Gunn) – 11:10
12. Arena of Terror – 3:24
13. Lights Please (Part II) – 4:55

## Musiciens
- Adrian Belew : guitare, chant
- Robert Fripp : guitare
- Trey Gunn : guitare Warr, chant
- Pat Mastelotto : batterie